# Tomme
Tomme és un formatge de pasta premsada no cuita francès produït arreu de les muntanyes. Pot ser de llet de vaca, d'ovella o de cabra, fet en motlles de 10 a 20 cm de diàmetre, amb un pes de 800 gr a 1 kg. Té una crosta grisosa i dura, que li dona una olor molt forta característica d'aquest tipus de formatges.

## Denominació
A l'àmbit lingüístic francoprovençal, "tomme" fa referència a multitud de formatges que tenen en comú que són elaborats a partir de llet magra o semi-greixa (vaques, ovelles o cabres) que no es cuinen, en contraposició a la fulla. formatges premsats en greix. Sense cuinar vol dir que la quallada no s'escalfa per sobre dels 50 °C. El formatge es premsa abans o després de l'emmotllament i es sala per immersió en un bany de salmorra o per fregament. Els formatges es maduren en cellers frescos i humits. Té una durada des de dues setmanes fins a més d'un any.